# Persone di nome Seth
| Questa pagina contiene informazioni ricavate automaticamente dalle voci biografiche con l'ausilio del template Bio e di un bot. L'aggiornamento è periodico e automatico e ricostruisce completamente la pagina. Se manca una persona in questa lista, sei pregato di non aggiungerla, ma accertati piuttosto che la sua voce biografica contenga il template Bio e che i dati anagrafici siano correttamente compilati. Se il template Bio manca, inseriscilo tu stesso o, in alternativa, metti l'avviso {{tmp\|Bio}} che ne segnala la mancanza. Se i dati riportati sono sbagliati, correggi direttamente la voce biografica; le modifiche saranno visibili in questa lista entro pochi giorni. Per chiarimenti vedi il progetto antroponimi. La lista contiene solo le 58 persone che sono citate nell'enciclopedia e per le quali è stato implementato correttamente il template Bio. Pagina aggiornata al 22 lug 2025. |

Questa è una lista di persone presenti nell'enciclopedia che hanno il nome Seth, suddivise per attività principale.

## Astronomi(3)
- Seth Carlo Chandler, astronomo statunitense (Boston, n. 1846 - † 1913)
- Seth M. Cohen, astronomo statunitense
- Seth Barnes Nicholson, astronomo statunitense (Springfield, n. 1891 - Los Angeles, † 1963)

## Attori(11)
- Seth Adkins, attore statunitense (Albuquerque, n. 1989)
- Seth Carr, attore statunitense (Anaheim, n. 2007)
- Seth Egbert, attore e sceneggiatore inglese (Londra, n. 1878 - Londra, † 1944)
- Seth Gabel, attore statunitense (Hollywood, n. 1981)
- Seth Green, attore, doppiatore e regista statunitense (Filadelfia, n. 1974)
- Seth Gilliam, attore statunitense (New York City, n. 1968)
- Seth MacFarlane, attore, doppiatore e sceneggiatore statunitense (Kent, n. 1973)
- Seth Meyers, attore, sceneggiatore e conduttore televisivo statunitense (Evanston, n. 1973)
- Seth Numrich, attore statunitense (Minneapolis, n. 1987)
- Seth Rogen, attore, comico e regista canadese (Vancouver, n. 1982)
- Seth Smith, attore statunitense (n. 1982)

## Attori pornografici(1)
- Seth Gamble, attore pornografico statunitense (Hollywood, n. 1988)

## Calciatori(8)
- Seth Adonkor, calciatore francese (Accra, n. 1961 - Le Temple-de-Bretagne, † 1984)
- Seth De Witte, calciatore belga (Anversa, n. 1987)
- Seth Johnson, ex calciatore inglese (Birmingham, n. 1979)
- Seth Paintsil, calciatore ghanese (n. 1996)
- Seth Plum, calciatore inglese (Londra, n. 1899 - † 1969)
- Seth Saarinen, calciatore finlandese (Helsinki, n. 2001)
- Seth Sinovic, ex calciatore statunitense (Kansas City, n. 1987)
- Seth Stammler, ex calciatore statunitense (Columbus, n. 1981)

## Cantanti(2)
- Seth Putnam, cantante e polistrumentista statunitense (Boston, n. 1968 - † 2011)
- Shifty Shellshock, cantante e rapper statunitense (Los Angeles, n. 1974 - Los Angeles, † 2024)

## Cestisti(8)
- Seth Allen, cestista statunitense (Woodbridge, n. 1994)
- Seth Curry, cestista statunitense (Charlotte, n. 1990)
- Seth Doliboa, ex cestista statunitense (Springboro, n. 1980)
- Seth Hinrichs, cestista statunitense (Clara City, n. 1993)
- Seth Lundy, cestista statunitense (Paulsboro, n. 2000)
- Seth Scott, ex cestista statunitense (Orem, n. 1981)
- Seth Tarver, ex cestista statunitense (Santa Maria, n. 1988)
- Seth Tuttle, ex cestista statunitense (Mason City, n. 1992)

## Educatori(1)
- Seth Low, educatore e politico statunitense (Brooklyn, n. 1850 - Bedford Hills, † 1916)

## Fisici(2)
- Seth Lloyd, fisico e informatico statunitense (n. 1960)
- Seth Neddermeyer, fisico statunitense (Richmond, n. 1907 - Seattle, † 1988)

## Giocatori di football americano(5)
- Seth DeValve, giocatore di football americano statunitense (Manchester, n. 1993)
- Seth Peters, ex giocatore di football americano statunitense
- Seth Rowland, giocatore di football americano statunitense (Nashville)
- Seth Wand, ex giocatore di football americano statunitense (Springfield, n. 1979)
- Seth Williams, giocatore di football americano statunitense (Tuscaloosa, n. 2000)

## Illustratori(1)
- Seth e Mary Eastman, illustratore statunitense (Brunswick, n. 1808 - Washington, † 1875)

## Imprenditori(1)
- Seth Klarman, imprenditore e scrittore statunitense (New York, n. 1957)

## Inventori(1)
- Seth Lover, inventore statunitense (Kalamazoo, n. 1910 - Garden Grove, † 1997)

## Micologi(1)
- Seth Lundell, micologo svedese (Uppsala, n. 1892 - Uppsala, † 1966)

## Musicisti(2)
- Sutekh, musicista statunitense (n. 1973)
- Seth Lakeman, musicista, cantante e compositore britannico (Buckland Monachorum, n. 1977)

## Politici(3)
- Seth Magaziner, politico statunitense (Bristol, n. 1983)
- Seth Moulton, politico e militare statunitense (Salem, n. 1978)
- Seth Bullock, politico e imprenditore canadese (Ontario, n. 1849 - Deadwood, † 1919)

## Rapper(1)
- Seth Sentry, rapper australiano (Sorrento, n. 1983)

## Registi(1)
- Seth Gordon, regista, produttore cinematografico e montatore statunitense (Evanston, n. 1974)

## Sciatori(1)
- Seth Morrison, sciatore statunitense (Murray, n. 1973)

## Scrittori(2)
- Seth Godin, scrittore e imprenditore statunitense (Mount Vernon, n. 1960)
- Seth Grahame-Smith, scrittore e fumettista statunitense (Rockville Centre, n. 1976)

## Scultori(1)
- Seth Kane Kwei, scultore ghanese (Teshie, n. 1922 - Teshie, † 1992)

## Snowboarder(1)
- Seth Wescott, snowboarder statunitense (Durham, n. 1976)

## Wrestler(1)
- Simon Gotch, wrestler statunitense (Hoboken, n. 1982)